# Walheim (Haut-Rhin)
Pour les articles homonymes, voir Walheim.
Walheim [valaim]  est une commune française située dans l'aire d'attraction de Mulhouse et faisant partie de la collectivité européenne d'Alsace (circonscription administrative du Haut-Rhin), en région Grand Est.
Cette commune se trouve dans la région historique et culturelle d'Alsace.
Ses habitants sont appelés les Walheimois et les Walheimoises.

## Géographie

### Communes limitrophes
| Aspach (Haut-Rhin) | Tagolsheim  | Luemschwiller |
| Aspach (Haut-Rhin) | Walheim     | Luemschwiller |
| Altkirch           | Wittersdorf | Emlingen      |

### Hydrographie
La commune est dans le bassin versant du Rhin au sein du bassin Rhin-Meuse. Elle est drainée par l'Ill et le Thalbach,.
L'Ill, d'une longueur de 217 km, prend sa source dans la commune de Winkel et se jette  dans le Grand Canal d'Alsace à Offendorf, après avoir traversé 68 communes. Les caractéristiques hydrologiques de l'Ill sont données par la station hydrologique située sur la commune d'Altkirch. Le débit moyen mensuel est de 2,37 m3/s. Le débit moyen journalier maximum est de 71,6 m3/s, atteint lors de la crue du 25 mai 1983. Le débit instantané maximal est quant à lui de 93,5 m3/s, atteint le même jour.
Le Thalbach, d'une longueur de 21 km, prend sa source dans la commune de Folgensbourg et se jette  dans l'Ill sur la commune, après avoir traversé 15 communes. 

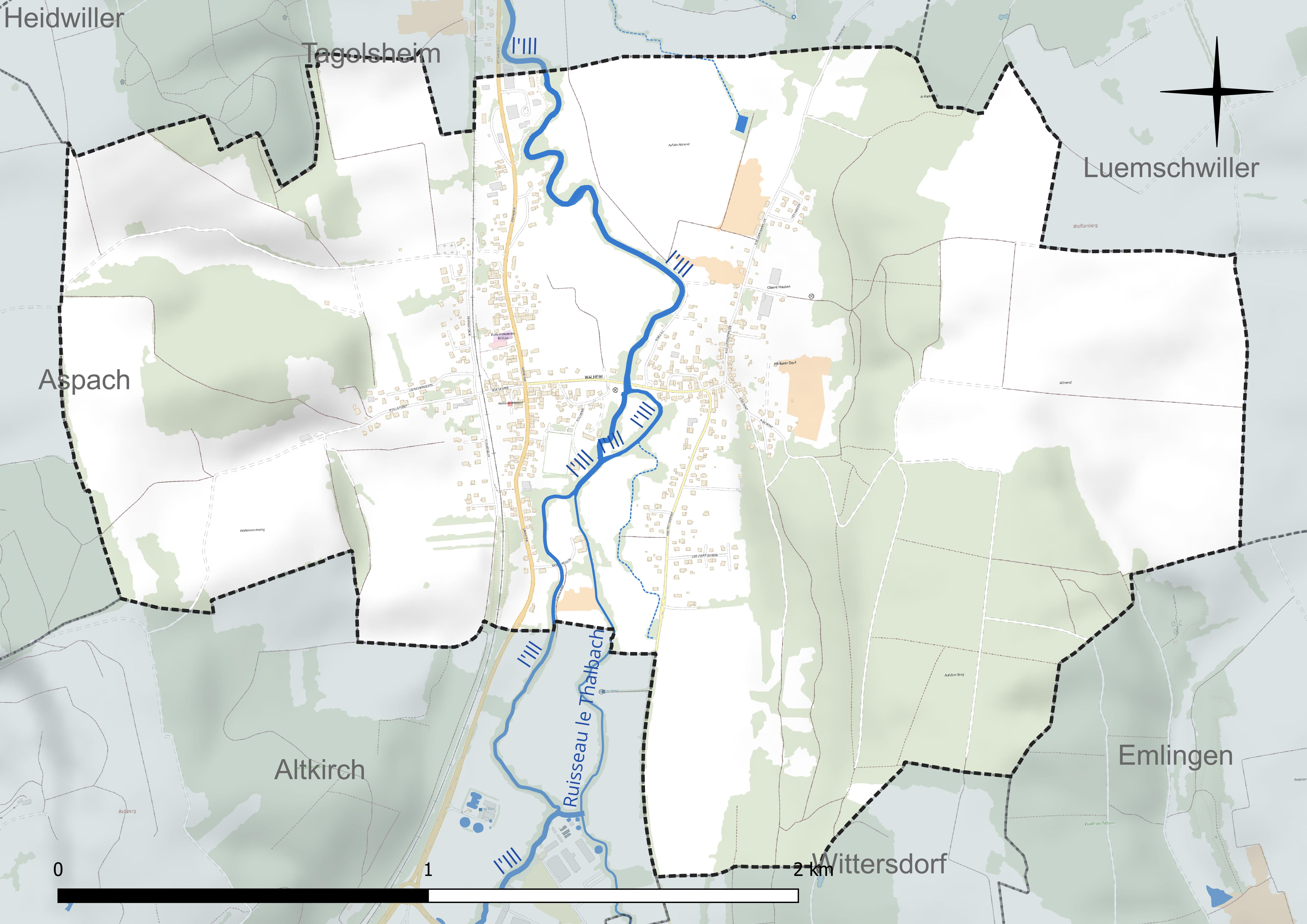
Réseau hydrographique de Walheim.

### Climat
Pour des articles plus généraux, voir Climat du Grand Est et Climat du Haut-Rhin.
En 2010, le climat de la commune est de type climat des marges montargnardes, selon une étude du Centre national de la recherche scientifique s'appuyant sur une série de données couvrant la période 1971-2000. En 2020, Météo-France publie une typologie des climats de la France métropolitaine dans laquelle la commune est exposée à un climat semi-continental et est dans la région climatique  Vosges, caractérisée par une pluviométrie très élevée (1 500 à 2 000 mm/an) en toutes saisons et un hiver rude (moins de 1 °C). 
Pour la période 1971-2000, la température annuelle moyenne est de 10,2 °C, avec une amplitude thermique annuelle de 17,7 °C. Le cumul annuel moyen de précipitations est de 927 mm, avec 9,4 jours de précipitations en janvier et 9,7 jours en juillet. Pour la période 1991-2020, la température moyenne annuelle observée sur la station météorologique de Météo-France la plus proche, « Carspach », sur la commune de Carspach à 5 km à vol d'oiseau, est de 11,0 °C et le cumul annuel moyen de précipitations est de 827,7 mm. 
La température maximale relevée sur cette station est de 38,1 °C, atteinte le 4 août 2022 ; la température minimale est de −17,7 °C, atteinte le 5 février 2012,,. 
Les paramètres climatiques de la commune ont été estimés pour le milieu du siècle (2041-2070) selon différents scénarios d'émission de gaz à effet de serre à partir des nouvelles projections climatiques de référence DRIAS-2020. Ils sont consultables sur un site dédié publié par Météo-France en novembre 2022.

## Urbanisme

### Typologie
Au 1er janvier 2024, Walheim est catégorisée bourg rural, selon la nouvelle grille communale de densité à sept niveaux définie par l'Insee en 2022.
Elle est située hors unité urbaine. Par ailleurs la commune fait partie de l'aire d'attraction de Mulhouse, dont elle est une commune de la couronne,. Cette aire, qui regroupe 132 communes, est catégorisée dans les aires de 200 000 à moins de 700 000 habitants,.

### Occupation des sols
L'occupation des sols de la commune, telle qu'elle ressort de la base de données européenne d’occupation biophysique des sols Corine Land Cover (CLC), est marquée par l'importance des territoires agricoles (59,8 % en 2018), une proportion identique à celle de 1990 (59,8 %). La répartition détaillée en 2018 est la suivante : 
terres arables (43,3 %), forêts (32,1 %), zones agricoles hétérogènes (16,4 %), zones urbanisées (8,2 %). L'évolution de l’occupation des sols de la commune et de ses infrastructures peut être observée sur les différentes représentations cartographiques du territoire : la carte de Cassini (XVIIIe siècle), la carte d'état-major (1820-1866) et les cartes ou photos aériennes de l'IGN pour la période actuelle (1950 à aujourd'hui).

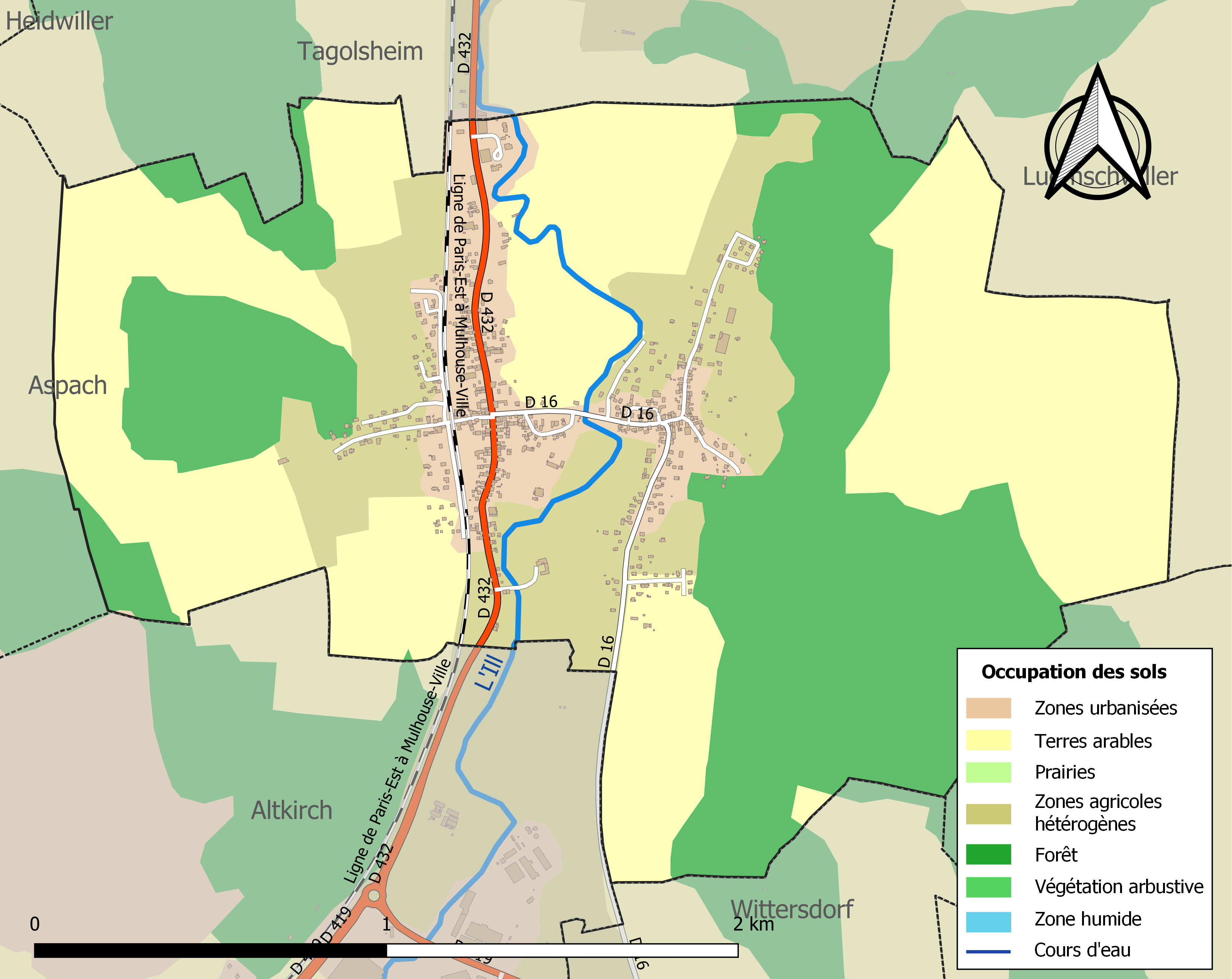
Carte des infrastructures et de l'occupation des sols de la commune en 2018 (CLC).

## Histoire

### Des origines médiévales
La fondation du village remonte au Moyen Âge, et pourrait même dater du VIe ou du VIIe siècle. Néanmoins, la mention la plus ancienne de Walheim est liée à l’histoire légendaire de saint Morand, l’apôtre du Sundgau, qui aurait visité, entre 1105 et 1115, la chapelle Saint-Blaise, le premier sanctuaire du village. Deux chemins de pèlerinage traversaient alors le village : celui de Saint-Morand et celui de Saint-Jacques-de-Compostelle, reliant la vallée du Rhin à celle du Rhône.
Cité également en 1236, le village tire probablement son nom de l’anthroponyme germanique Wallo et de l’allemand heim, le foyer. Un noble nommé Pierre de Walon y résidait alors. À cette époque, Walheim dépendait de la Mairie du Val de Hundsbach, ainsi que de la Seigneurie d’Altkirch, vassale des comtes de Ferrette.
En 1312, le comte Ulrich de Ferrette récupéra le moulin seigneurial du village qui appartenait jusque-là aux chevaliers hospitaliers de Saint-Jean de Mulhouse.
Après 1324, à la suite du mariage de Jeanne, la dernière héritière des comtes de Ferrette, avec Albert d’Autriche, le village passa sous la domination de la puissante dynastie des Habsbourg.
En fait, la commune est le résultat du regroupement de la population de trois villages différents, ce qui explique son étirement actuel sur les deux versants de la vallée. À l’Ouest, sur la rive gauche de l’Ill, près de l’actuel cimetière, Crispingen disposait de l’ancienne église Saint-Martin, déjà citée en 1285 et qui fut démolie en 1841. Un peu plus au Sud, celui de Walheim se trouvait autour de l’ancienne chapelle Saint-Blaise, située à côté de l’actuel presbytère. Enfin, sur la rive droite de l’Ill, à l’Est, Rollingen formait le troisième village, sur le flanc de la colline, non loin de l’actuelle église de Tagolsheim.

### Les destructions de la guerre de Trente Ans
Ces trois anciens villages n'échappèrent pas aux terribles destructions, perpétrées par les Suédois vers 1632, lors de la guerre de Trente Ans. Seules 54 « âmes » purent survivre en se réfugiant à Mulhouse. Rollingen fut l'un de ces villages disparus.

### Une croissance amorcée dès la fin duXVIIesiècle
La deuxième moitié du XVIIe siècle coïncida avec un lent redressement, sous le règne de Louis XIV, Walheim faisant partie des terres confiées au cardinal de Mazarin. Au XVIIIe siècle, la croissance démographique se confirma et la population atteignit 380 habitants en 1774, lors du dénombrement effectué par l'Intendance d’Alsace, puis 410 habitants en 1789.
Deux moulins hydrauliques ont fonctionné durant des siècles, en produisant de la farine, de l'huile, du chanvre, en battant le blé. Celui du bas, déjà cité en 1312, ne s'est arrêté qu’en 1970, et se retrouve aujourd’hui dans un état de conservation tel qu'il a été classé à l’inventaire des Monuments Historiques.
Le XIXe siècle se traduisit par l’accélération du progrès, ainsi que par une nette croissance de la population, qui passa de 431 habitants en 1800, à 682 habitants en 1900. Le modernisme se manifesta par la réalisation de la ligne de chemin de fer Belfort-Mulhouse, inaugurée en 1858. Elle permit à de nombreux Walheimois de s'ouvrir à la vie urbaine et d'aller travailler dans les industries de Mulhouse, en plein essor, qui offraient de nombreux emplois dans le textile et dans les constructions mécaniques. En 1841-42, une nouvelle église fut construite, utilisant les pierres extraites d'une carrière, à flanc de colline, à l'est du village. La nouvelle église Saint-Martin fut dotée d’un orgue remarquable, œuvre de Claude Ignace Callinet en 1847, et accueillit le beau retable de style baroque, originaire de la chapelle Saint-Blaise. Le célèbre Schwilgué réalisa l'horloge qui orne le clocher. Ensuite, ce fut le chantier de l'école de garçons achevée en 1875, puis celui de l’école de filles en 1881.

### AuXXesiècle: guerres, modernisation et maintien d'une identité villageoise
Le XXe siècle fut marqué par les tragédies des deux guerres mondiales. Lors des combats de 1914-18, la population fut évacuée en 1916, Walheim se retrouvant à proximité immédiate du front : les tranchées allemandes n’étaient qu’à quelques centaines de mètres sur la colline à l’Ouest, et des batteries de canons étaient installées sur la colline à l’Est. De nombreux chantiers furent menés à la fin du XXe siècle : construction d’une salle polyvalente en 1986, rénovation et extension de l’école maternelle en 1992-93, de la mairie en 1994 et de l’école primaire en 1995-96. Des travaux de protection des riverains contre les inondations sont en cours. Comme toutes les communes de la périphérie mulhousienne, Walheim connaît une extension, avec la construction de lotissements, mais elle s’efforce de préserver  son cadre de vie.

### Héraldique
| Blason de Walheim | Les armes de Walheim se blasonnent ainsi : « De gueules à un besant d'argent. » |

## Patrimoine
- Église Saint-Martin de 1841-42, son orgue Callinet et son autel baroque.
- Le moulin du bas (du XVIe siècle)[18], avec ses aménagements hydrauliques, le tout inscrit à l’inventaire des Monuments Historiques.
- La maison natale de Louis Velle, auteur, poète et dramaturge. La maison date de 1578 (no 64, Grand Rue).
- La maison de Jean Thiebaut Pflieger, lieutenant-colonel dans la Grande Armée de Napoléon Ier, puis administrateur et maire de Walheim de 1829 à 1832 (no 51, Grand Rue).

L'église Saint-Martin
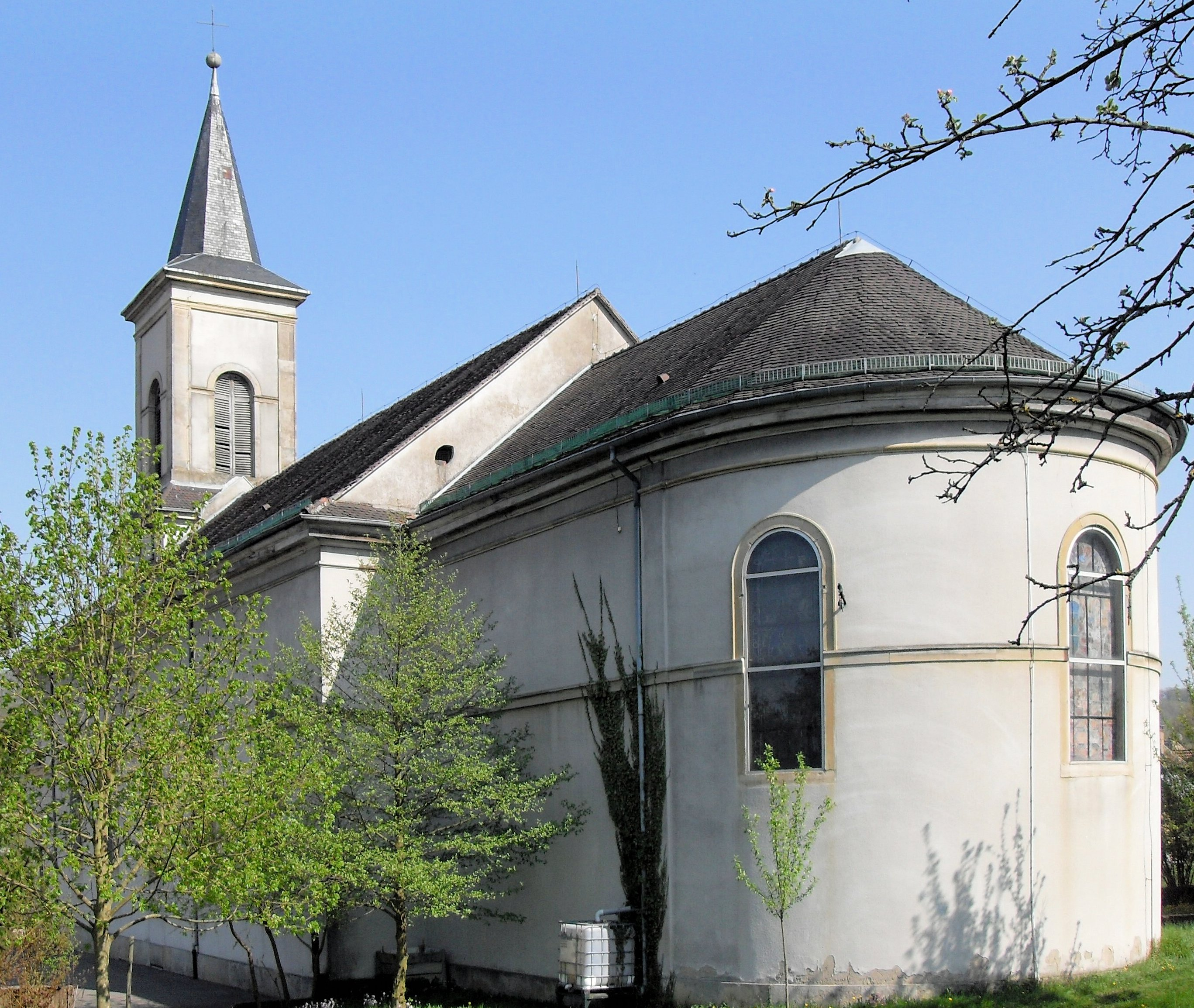
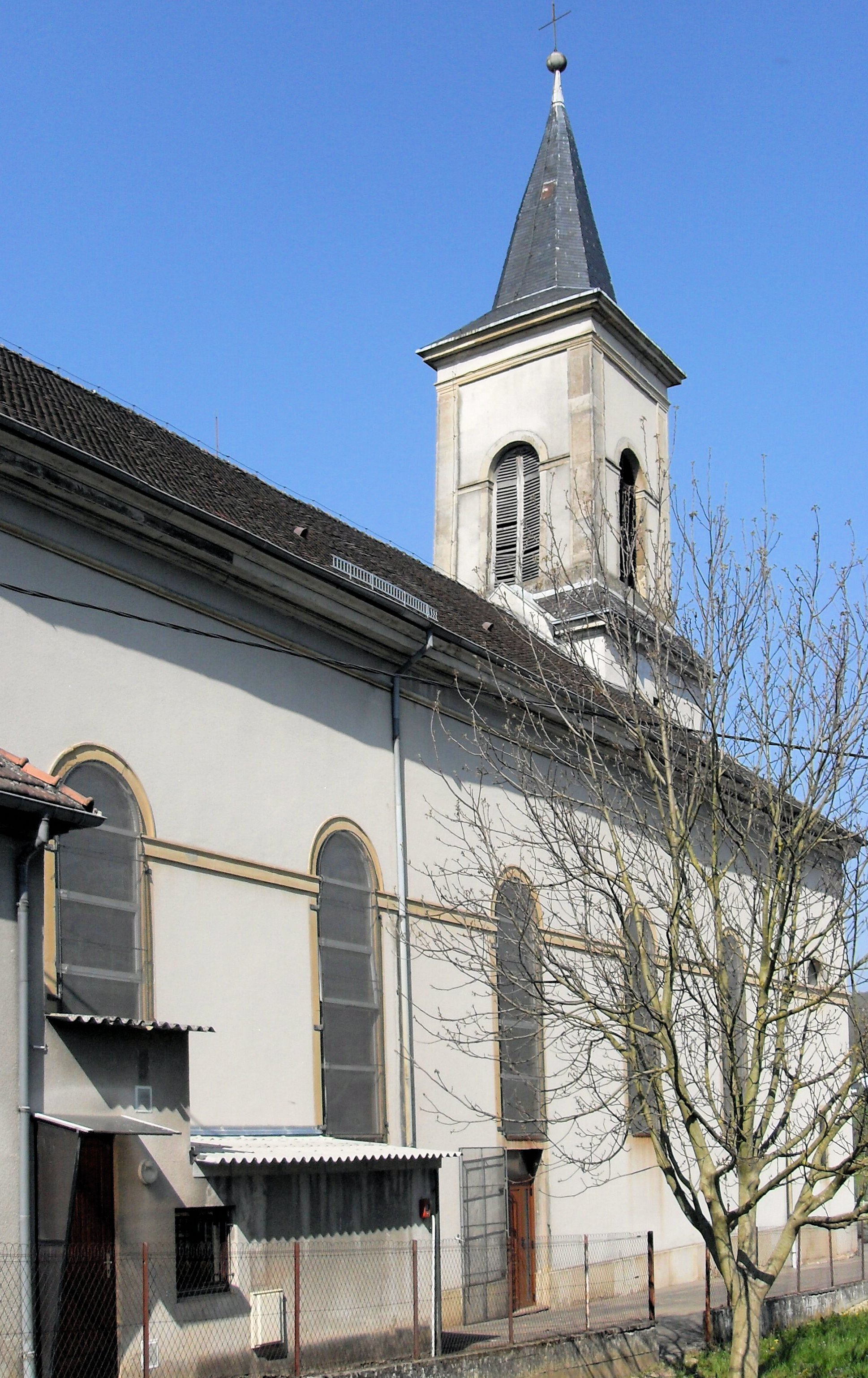

## Politique et administration
| Période                                  | Période  | Identité        | Étiquette | Qualité |
| ---------------------------------------- | -------- | --------------- | --------- | ------- |
| 2020                                     | En cours | Michel Pflieger | UMP       |         |
| Les données manquantes sont à compléter. |          |                 |           |         |

## Démographie
L'évolution du nombre d'habitants est connue à travers les recensements de la population effectués dans la commune depuis 1793. Pour les communes de moins de 10 000 habitants, une enquête de recensement portant sur toute la population est réalisée tous les cinq ans, les populations de référence des années intermédiaires étant quant à elles estimées par interpolation ou extrapolation. Pour la commune, le premier recensement exhaustif entrant dans le cadre du nouveau dispositif a été réalisé en 2006.

En 2022, la commune comptait 888 habitants, en évolution de −1,55 % par rapport à 2016 (Haut-Rhin : +0,66 %, France hors Mayotte : +2,11 %).
| 1793 | 1800 | 1806 | 1821 | 1831 | 1836 | 1841 | 1846 | 1851 |
| ---- | ---- | ---- | ---- | ---- | ---- | ---- | ---- | ---- |
| 413  | 431  | 491  | 520  | 628  | 653  | 728  | 747  | 713  |

| 1856 | 1861 | 1866 | 1871 | 1875 | 1880 | 1885 | 1890 | 1895 |
| ---- | ---- | ---- | ---- | ---- | ---- | ---- | ---- | ---- |
| 667  | 655  | 664  | 654  | 673  | 674  | 677  | 673  | 671  |

| 1900 | 1905 | 1910 | 1921 | 1926 | 1931 | 1936 | 1946 | 1954 |
| ---- | ---- | ---- | ---- | ---- | ---- | ---- | ---- | ---- |
| 682  | 707  | 751  | 603  | 641  | 646  | 688  | 674  | 647  |

| 1962 | 1968 | 1975 | 1982 | 1990 | 1999 | 2006 | 2011 | 2016 |
| ---- | ---- | ---- | ---- | ---- | ---- | ---- | ---- | ---- |
| 660  | 693  | 696  | 726  | 716  | 746  | 878  | 944  | 902  |

| 2021 | 2022 | - | - | - | - | - | - | - |
| ---- | ---- | - | - | - | - | - | - | - |
| 885  | 888  | - | - | - | - | - | - | - |

## Personnalités liées à la commune
- André Goerig (1944-2009), footballeur et président du FC Mulhouse de 1980 à 1989.

## Lieux et monuments
- Gare de Walheim